# Vlahi
Vlahi, jedna od skupina Gradišćanskih Hrvata naseljena u Gradišću između Štoja na jugu i Dolinaca na sjeveru (takozvana Vlahija), poglavito u selima Bandol (Weiden bei Rechnitz), Sabara (Zuberbach), Stari Hodas (Althodis), Čemba (Schandorf), Vincjet (Dürnbach), Ključarevci (Allersdorf), Čajta (Schachendorf), Rorigljin (Rauhriegel), Širokani (Allersgraben); Hrvatski Cikljin (Spitzzicken; govori se štokavski), Podgorje (Oberpodgoria; govori se štokavski).
Vlahi se u Gradišću spominju nakon provale osmanlijskih Turaka u 16. stoljeću, a po svoj prilici bavili su se uzgojem stoke i trgovinom, te su kao libertini imali i privilegirani status. Bili su oslobođeni od tlake, a povjeravane su im (Batthány i Erdödy) i vojne i policijske dužnosti.
Govor Vlaha, koji se još očuvao u selima Čajta, Čemba i Vincjet neznatno se razlikuje od govora ostalih Gradišćanaca. Njihov govor nazivan i čienski ili čembanski je ikavski u kojem se staroslavenski glas Jat, ovisno o susjednim slovima pretvorio u „e“ ili „i“. pretpostavlja se da stanovnici ovih sela porijeklom iz kraja gdje se Una ulijeva u Savu.
Njihov govor spada se razvio iz šćakavske ikavice iz područja zapadnog dijalekta, no s pokazuje i značajke slavonskog dijalekta. Radi toga ga se ponekad izdvaja kao posebnu (Vlašku) oazu https://enciklopedija.hr/clanak/22976

## Vanjske poveznice
- Hrvati u Čembi